# Bahnhof Bergamo
Der Bahnhof Bergamo (italienisch: Stazione di Bergamo) ist der Bahnhof der norditalienischen Stadt Bergamo. Er wird von der Rete Ferroviaria Italiana (RFI), einer Organisationseinheit der Ferrovie dello Stato, betrieben. Von 2001 bis 2018 lag die Vermarktung und Vermietung der Ladenflächen in Hand der Gesellschaft Centostazioni.
Der Bahnhof befindet sich südlich des Stadtzentrums an der Lecco–Brescia und ist Ausgangspunkt der Strecken nach Seregno und nach Treviglio. Er verfügt über sieben Bahnsteiggleise, von denen fünf mit einem Bahnsteigdach ausgestattet sind. Der Bahnhof ist weiters mit umfangreichen Gleisanlagen für den Güterverkehr ausgestattet, die vom Personenverkehr getrennt sind.

## Geschichte
Nachdem 1840 mit dem Bau der Bahnstrecke von Mailand nach Venedig (Ferdinandsbahn) begonnen wurde, wurde in Bergamo der Wunsch einer Anbindung an diese Strecke laut, die in circa 25 Kilometer Entfernung an der Stadt, über Treviglio, Chiari und Coccaglio vorbeiführen sollte.
Nach langen Diskussionen wurde entschieden, dass der Streckenteil Treviglio–Coccaglio nicht über Chiari, sondern über Bergamo umgeleitet werden sollte, mit einem verlängerten Verlauf von ungefähr 20 km.
Am 12. Oktober 1857 wurde der von der österreichischen Südbahngesellschaft erbaute Bahnhof zusammen mit der Linie Treviglio–Bergamo–Coccaglio eröffnet. 1863 kam die Linie nach Lecco dazu.
Der direkte Verlauf über Chiari wurde allerdings später gebaut und 1878 eröffnet. Seither wurden die Strecken Treviglio–Bergamo und Bergamo–Brescia zu Nebenbahnen heruntergestuft, und der Bahnhof Bergamo vom Hauptbahnnetz getrennt.
Bis zu den 60er Jahren verkehrten daneben zwei Lokalbahnen, die Ferrovia Valle Brembana und die Ferrovia Valle Seriana; auf der alten Trasse dieser zweiten wurde 2009 die Stadtbahn Bergamo–Albino gebaut.

## Verkehr
| Linie | Verlauf |
| ----- | --- |
| RE 2  | Milano Centrale – Milano Lambrate – Pioltello-Limito – Verdello-Dalmine – Bergamo |
| R 1   | Bergamo – Seriate – Albano Sant’Alessandro – Montello-Gorlago – Chiuduno – Grumello del Monte – Palazzolo sull’Oglio – Cologne – Coccaglio – Rovato – Ospitaletto-Travagliato – Brescia |
| R 2   | Bergamo – Stezzano – Levate – Verdello-Dalmine – Treviglio Ovest – Treviglio |
| R 7   | Lecco – Lecco Maggianico – Vercurago-San Girolamo – Calolziocorte-Olginate – Cisano-Caprino Bergamasco – Pontida – Ambivere-Mapello – Ponte San Pietro – Bergamo                        |
| R 14  | Milano Porta Garibaldi – Milano Greco Pirelli – Sesto San Giovanni – Monza – Arcore – Carnate-Usmate – Paderno-Robbiate – Calusco – Terno – Ponte San Pietro – Bergamo                  |